# ハジュン・チャン
ハジュン・チャン（朝鮮語: 장하준、漢字: 張 夏準、Ha-Joon Chang、1963年10月7日 - ）は、韓国出身の経済学者（制度派経済学）。ケンブリッジ大学経済学部教授。

## 略歴
1963年ソウル特別市生まれ。ソウル大学で経済学を学んだのち、1992年ケンブリッジ大学より博士号取得。1990年から同大で開発経済学を教える。2003年、『はしごを外せ』でグンナー・ミュルダール賞を受賞。これまで世界銀行、アジア開発銀行、国連貿易開発会議など多数の国際機関のコンサルタントを歴任。2005年、経済学の未開拓分野を切りひらいた者に与えられる「レオンチェフ賞」を41歳の最年少で受賞し、脚光を浴びる。ノーベル経済学賞を受賞したアマルティア・センやダニエル・カーネマンも同賞を受賞している。

## 親族
独立運動家の張柄祥は祖父、張柄俊は大伯父、張洪琰は大叔父。元産業資源部長官、元国会議員の張在植は父、同じくケンブリッジ大学教授の張夏碩は弟、弁護士の任秀彬は姉妹の夫。元女性部長官の張夏真、経済学者の張夏成はいとこ。

## 日本語著作

### 単著
- 『はしごを外せ――蹴落とされる発展途上国』（横川信治・張馨元・横川太郎、日本評論社、2009年）
- 『世界経済を破綻させる23の嘘』（田村源二訳、徳間書店、2010年）
- 『ケンブリッジ式――経済学ユーザーズガイド: 経済学の95%はただの常識にすぎない』（酒井泰介訳、東洋経済新報社、2015年）
- 『経済学レシピ――食いしん坊経済学者がオクラを食べながら資本主義と自由を考えた』（黒輪篤嗣訳、東洋経済新報社、2023年）

### 共編著
- 『グローバリズムが世界を滅ぼす』（文春新書、2014年） - 中野剛志、エマニュエル・トッド、柴山桂太、藤井聡、堀茂樹